# Thomas Seymour, I barone Seymour di Sudeley
Thomas Seymour, I barone Seymour di Sudeley (Wulfhall, 1508 circa – Londra, 20 marzo 1549), è stato un nobile inglese appartenente alla famiglia Seymour.

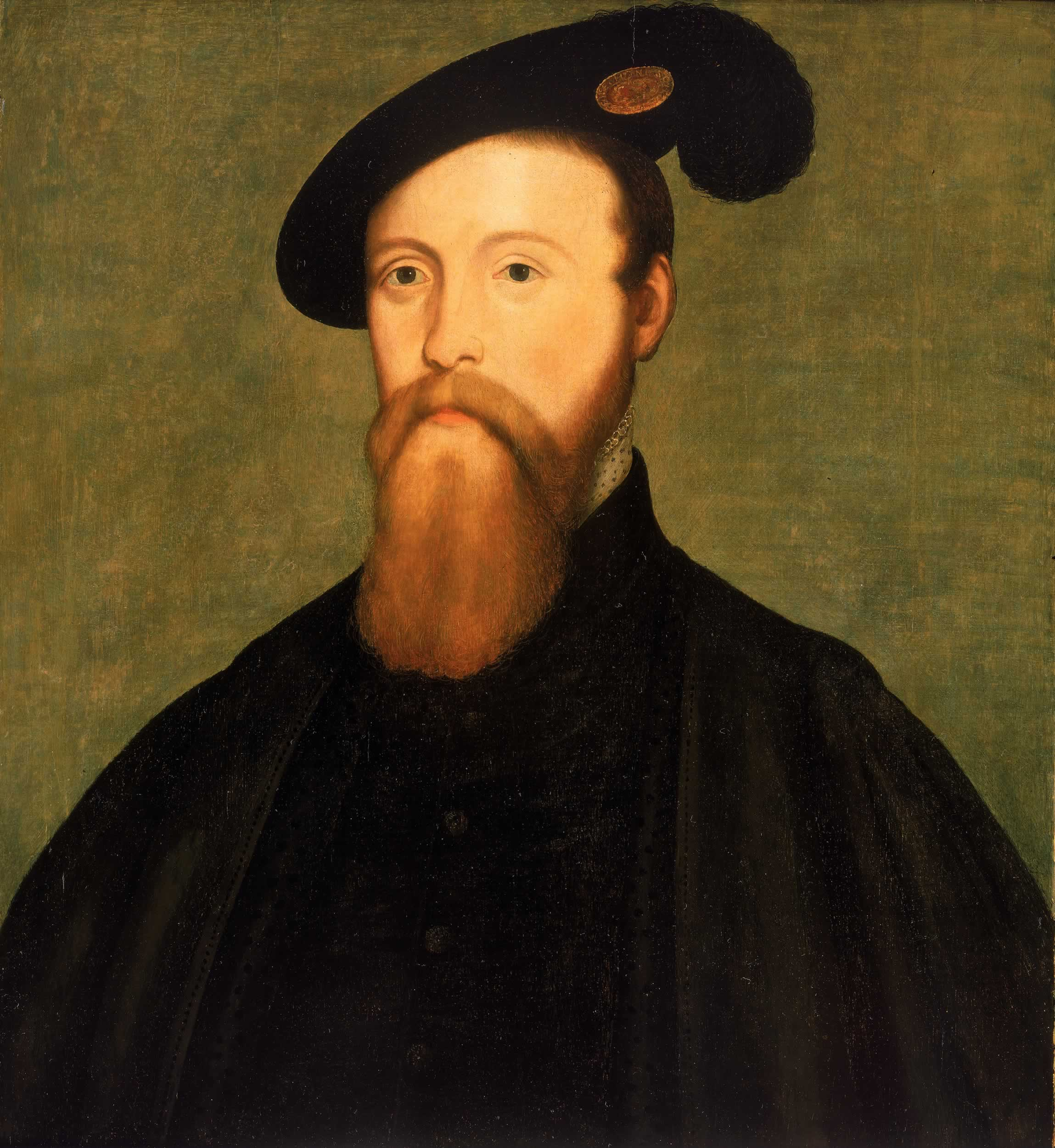
Ritratto di Thomas Seymour, I barone Seymour di Sudeley di Nicolas Denizot, 1547, National Maritime Museum, Londra

Lord Seymour fu anche il fratello della regina Jane Seymour ed il quarto marito della ex-regina d'Inghilterra Catherine Parr.

## Biografia
Era figlio di Sir John Seymour e di Margery Wentworth. Sir John e Lady Seymour ebbero otto figli; il maggiore fu Edward Seymour, I duca di Somerset, il secondogenito fu Thomas. Era il fratello maggiore di Jane Seymour, terza consorte - quindi regina - di re Enrico VIII d'Inghilterra e madre di Edoardo VI. 
Passò la sua infanzia a Wulfhall, nelle vicinanze della Savernake Forest, nello Wiltshire. Lo storico David Starkey così descrive Thomas: 'alto, di buona costituzione e con una folta barba e capelli ramati, era irresistibile alle donne'. Un importante cortigiano Tudor, Sir Nicholas Throckmorton, descrive Thomas Seymour come 'audace, saggio e liberale...dai modi eleganti e sfarzoso nel vestire, coraggioso e con voce tuonante, ma in qualche modo vuoto nella sostanza'.
Dopo la morte di Enrico VIII, Thomas Seymour ne sposò la vedova - Caterina Parr - sesta e ultima moglie, da cui ebbe una figlia, Mary. Per un periodo, la futura regina. Elisabetta I, allora principessa Elisabetta, visse presso la coppia, unitamente alla cugina di secondo grado, Jane Grey (nipote della defunta Maria Tudor, sorella di Enrico VIII, e di Charles Brandon, I duca di Suffolk) quest'ultima considerata una possibile candidata alla mano del giovanissimo re Edoardo VI. Tra la primavera e l’estate 1548, dopo l’annuncio della inaspettata gravidanza di Caterina Parr, la giovane principessa Elisabetta venne allontanata dalla residenza dei Seymour per ragioni non meglio chiarite.
La Parr morì di febbre puerperale il 5 settembre 1548, una settimana dopo la nascita della figlia. La piccola Mary Seymour fu probabilmente affidata a Catherine Willoughby duchessa vedova di Suffolk e amica personale della defunta madre, ma di lei non ci sono notizie certe ed è probabile che non sia sopravvissuta all’ infanzia. 
Dopo la morte della moglie, Seymour fu sospettato di ambire alla mano della principessa Elisabetta, in qualità di erede presuntiva al trono e la sua posizione in seno al consiglio di reggenza del nipote Edoardo si indebolì. La notte del 16 gennaio 1549, Seymour fu sorpreso ad entrare di forza negli appartamenti reali di Hampton Court recando con sé armi e con l’intento di prendere controllo della persona del giovane re. Arrestato e condotto alla Torre, fu dichiarato colpevole di alto tradimento il successivo 22 febbraio ed i suoi beni confiscati. Il 20 marzo 1549, Thomas Seymour fu giustiziato per decapitazione.

## Al cinema e in televisione
La sua figura apparve diverse volte:
- Destino di sangue (Tudor Rose) (1936)
- La regina vergine (Young Bess) (1953)
- Le sei mogli di Enrico VIII (1970) Miniserie TV
- Elisabetta Regina (1971) Miniserie TV
- Tutte le donne del re (titolo originale Henry VIII and His Six Wives) (1972)
- Elizabeth (2000) Film TV
- Henry VIII (2003) Miniserie TV
- I Tudors (stagioni 2-3-4) Serie
- Becoming Elizabeth (2022) Miniserie TV